# Anton Vidokle
Anton Vidokle es artista, cineasta, curador, investigador y editor. Vidokle es fundador de la plataforma editorial y curatorial e-flux, un influyente medio para la difusión de discursos críticos del arte contemporáneo desde 1998. Vidokle nació en Moscú en 1965, actualmente reside entre Nueva York y Berlín. Su práctica artística se centra principalmente en el cine y está profundamente vinculada al Cosmismo ruso, un movimiento filosófico y cultural que busca unir la ciencia, el arte y la espiritualidad.

## Obra
Como fundador de e-flux, Vidokle ha comisariado y producido proyectos significativos como el e-flux journal o el e-flux video rental, realizado con Julieta Aranda, y el cual viajó a Berlín, Frankfurt, Extra City, Amberes, Carpenter Center, Universidad de Harvard y otros. También coorganizó con Julieta Aranda iniciativas como Time/Bank, una plataforma que facilita el intercambio de habilidades y tiempo dentro de la comunidad artística.
 

El trabajo de Vidokle se ha exhibido internacionalmente en lugares destacados como la Documenta 13, el Centro Pompidou, la Bienal de Venecia, la Bienal de Gwangju y Tate Modern. 

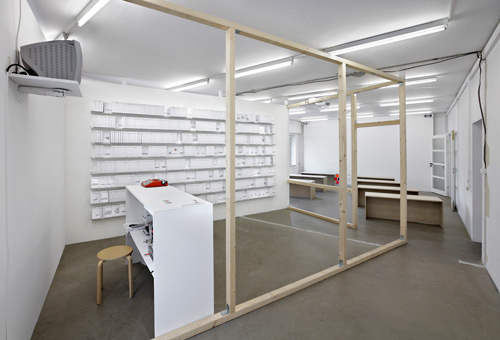
Alquiler de vídeos e-flux en Berlín, 2008.

Vidokle imparte conferencias y participa frecuentemente en congresos y simposios internacionales, y ha colaborado con ensayos y textos en diversas publicaciones, como e-flux, October, Frieze y A Prior, así como con numerosos libros y catálogos.
En 2023, Vidokle fue curador de la 14va Bienal de Shanghái, titulada Cosmos Cinema. El proyecto estuvo inspirado en la filosofía rusa y china, así como en narraciones ancestrales sobre el cosmos, la inmortalidad y los viajes espaciales. 

## Películas
Anton Vidokle ha dirigido varias películas, entre ellas: 
- A Guiding Light (2010), dirigida junto con Liam Gillick, que cuestiona la curaduría en la 8ª Bienal de Shanghai.[7]
- New York Conversations (2011), película de texto basada en un proyecto colaborativo con Nico Dockx y Rirkrit Tiravanija.[8]
- Two Suns (2012), dirigida con Hu Fang, presentada en la Bienal de Taipei en 2012.[9]
- La trilogía 2084: A Science Fiction Show (2012-2014), dirigida junto a Pelin Tan y exhibida en diversas bienales y galerías internacionales.[10]

Una obra central de Vidokle es la trilogía Immortality For All: A Film Trilogy on Russian Cosmism (2014-2017), compuesta por:
- This Is Cosmos (2014)[11]
- The Communist Revolution Was Caused By The Sun (2015)[12]
- Immortality and Resurrection for All! (2017)[13]

Esta trilogía explora el movimiento filosófico ruso del Cosmismo y se presentó, entre otros sitios, en el Festival de Cine de Locarno y Haus der Kulturen der Welt en Berlín.
En 2019, Vidokle realizó Ciudadanos del Cosmos, una película que comprende cuadros de movimientos rituales en el Japón contemporáneo, acompañados de una narración gradual del Manifiesto del Biocosmismo de Alexander Svyatogor de 1922. 